# Бюллетень Николаевской биржи Самарской губернии
«Бюллетень Николаевской биржи Самарской губернии» — газета, выходившая в городе Николаевске с 1911 по 1913 год.

## История
Газета «Бюллетень Николаевской биржи Самарской губернии» издавалась Николаевским биржевым комитетом и выходила 2 раза в неделю.
Первый выпуск был выпущен 2 ноября 1911 года.
Редакторами газеты были С. И. Решетников и Н. В. Вишняков. Газета печаталась в типографии Ф. Х. Лайвенда.
Прекратила своё существование в 1913 году, последний номер был опубликован 23 ноября.